# SN 2002bh
SN 2002bh – supernowa typu II odkryta 24 lutego 2002 roku w galaktyce UGC 5286. W momencie odkrycia miała maksymalną jasność 17,10m.